# Червеногуша бъбрица
Червеногушата бъбрица (Anthus cervinus), също тундрова бъбрица, е вид дребна пойна птица от семейство Стърчиопашкови (Motacillidae). Видът е включен в Закона за биологичното разнообразие.

## Разпространение
Видът се размножава в далечния север на Европа и Палеарктиката. Мигрира на дълги разстояния, като се придвижва през зимата към Африка, Южна и Източна Азия и западното крайбрежие на САЩ. По-рядко може да се види и в Западна Европа.
Среща се и в България.